# Diolenius paradoxus
Diolenius paradoxus là một loài nhện trong họ Salticidae.
Loài này thuộc chi Diolenius. Diolenius paradoxus được Gardzińska & Marek Żabka miêu tả năm 2006.